# Eleutherodactylus antillensis
El coquí churí (Eleutherodactylus antillensis) es una rana nativa de Puerto Rico y de las islas Vírgenes perteneciente a la familia Eleutherodactylidae.